# Fuentecambrón
Fuentecambrón és un municipi de la província de Sòria, a la comunitat autònoma de Castella i Lleó.

## Extensió i Població
Fuentecambrón té una àrea de 48,76 km² així com una població de 58 habitants (segons l'INE 2004) i una densitat de població d'1,19 hab/km².
Comprèn la pedania de Cenegro.

## Història
En el cens de 1879, ordenat pel Comte de Floridablanca, hi figurava com a lloc del Partit de San Esteban de Gormaz en la Intendència de Sòria, conegut llavors com a Fuente Cambrón, amb jurisdicció de senyoriu i sota l'autoritat de l'Alcalde Pedani, nomenat per la Marquesa de Villena. Comptava llavors amb 139 habitants.